# Florentin Crihălmeanu
Florentin Crihălmeanu (Jászvásár, 1959. szeptember 17. – Kolozsvár, 2021. január 12.) romániai görögkatolikus püspök, 2002-től 2021-ig a Kolozsvár-Szamosújvári görögkatolikus egyházmegye püspöke. 

## Pályafutása
Az általános iskolát Tordán végezte. A kolozsvári műszaki főiskolán végzett felsőfokú tanulmányokat. 
1986-tól titokban teológiát is tanult. 1990. szeptember 9-én szentelte pappá George Guțiu püspök. 1990-től 1994-ig Rómában tanult, majd 1994-től a kolozsvári görögkatolikus teológiai karon oktatott.

### Püspöki pályafutása
1996. november 6-án kolozsvár-szamosújvári segédpüspökké és silli-i címzetes püspökké nevezték ki. 1997. január 6-án szentelte püspökké II. János Pál pápa, Giovanni Battista Re és Miroslav Stefan Marusyn segédletével. Szentelésekor a világ legfiatalabb püspöke volt.
2002. július 18-án megyéspüspökké nevezték ki ugyanazon egyházmegyében. 2005-ben teológiai doktori címet szerzett Rómában.
2021. január elején megfertőződött a COVID–19 betegséggel, melynek következményeként január 12-én elhunyt.

## Fordítás
- Ez a szócikk részben vagy egészben  a   Florentin Crihălmeanu című román Wikipédia-szócikk ezen változatának fordításán alapul.  Az eredeti cikk szerkesztőit annak laptörténete sorolja fel. Ez a jelzés csupán a megfogalmazás eredetét és a szerzői jogokat jelzi, nem szolgál a cikkben szereplő információk forrásmegjelöléseként.